# 数字广播

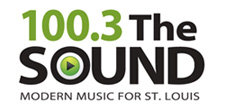
100.3 频道

数字广播是指透過数字传播方式传送或者接收无线电频谱。
在数字广播系统中，模拟广播信号透過数字化，压缩成诸如MP2等格式。然后透過数字模组进行传送。
根据传送方式可以分为单通道和双通道。